# Jakupovci
Jakupovci (szerbül: Јакуповци), település Bosznia-Hercegovinában, Laktaši községben, Bosanska krajina területén, a Szerb Köztársaságban. 

## Fekvése
Bosznia-Hercegovina északi részén, Banja Lukától légvonalban 13, közúton 18 km-re északra, községközpontjától légvonalban 3, közúton 5 km-re délnyugatra, a Banjalučka Kozara-hegység keleti nyúlványain és az Orbász bal partján, szétszórtan, 125-300 méteres magasságban fekszik. A falu Potkozarjében, pontosabban Potkozarje és a Lijevče polje találkozásánál található. Donji Jakupovci nevű része az Orbász mellett, sík területen, míg a Gornji Jakupovci rész inkább a Kozara lejtőin található. Itt halad át az a fontos főút, amely összeköti Banja Lukát a Zágráb - Belgrád autópályával. Ezen a helyen találhatók a Banja Luka–Gradiška autópálya fizetőkapui.

## Népessége
| Nemzetiségi csoport | Népesség 1991 | Népesség 2013 |
| ------------------- | ------------- | ------------- |
| Szerb               | 1002          | 1554          |
| Bosnyák             | 2             | 1             |
| Horvát              | 11            | 18            |
| Jugoszláv           | 65            | 0             |
| Egyéb               | 100           | 30            |
| Összesen            | 1180          | 1603          |

## Története
Feltételezések szerint a falu a 18. században jött létre, a lakosság különböző területekről történő bevándorlásával. Sok elképzelés van arra vonatkozóan, hogy honnan kapta a Jakupovci nevet. A legelfogadottabb elmélet az, hogy az oszmán korban egy Jakup nevű bég birtoka volt ez a terület, így az egész lakott hely Jakup bégről kapta a Jakupovci nevet. A település 1878-ig tartozott az Oszmán Birodalomhoz, ekkor a berlini kongresszus határozata alapján az Osztrák-Magyar Monarchia része lett. 1879-ben az első osztrák-magyar népszámlálás során a Banja Luka-i járáshoz tartozó településnek 53 háztartása és 365 ortodox lakosa volt. 1910-ben a Banja Luka-i járáshoz tartozó településen 87 háztartást, 489 ortodox, 5 muszlim és 27 római katolikus lakost találtak. A monarchia szétesésével 1918-ban előbb a Szerb-Horvát-Szlovén Királyság, majd 1929-től a Jugoszláv Királyság része. 1921-ben a községnek 116 háztartása és 600 lakosa volt. Az 1929-es törvény értelmében, amikor Bosznia-Hercegovinát négy banovinára, Drinskára, Vrbaskára, Zetskára és Primorskára osztották, a település a Vrbaska banovina része lett, amelynek székhelye Banja Luka volt. 
Jugoszlávia megszállása után a Független Horvát Állam (NDH) része lett. A második világháború után a szocialista Jugoszláviához tartozott. A daytoni békeszerződést követő területfelosztásnál Laktaši község részeként a Szerb Köztársaság területéhez került. 

## Oktatás
Az itteni általános iskola a laktaši "Mladen Stojanović" Általános Iskola regionális iskolája.

## Nevezetességei
- Szent Illés próféta tiszteletére szentelt ortodox temploma